# Бородавчатый веслоног
Бородавчатый веслоног, или бородавчатая телодерма (лат. Theloderma horridum) — вид бесхвостых земноводных семейства веслоногих лягушек (Rhacophoridae), обитающий в юго-восточной Азии.

## Внешний вид
Самцы достигают длины тела 3,8—4,3 см, самки — от 3,9 до 4,5 см. Верх тела покрыт бородавками, состоящими из беловатых шипиков. На концах пальцев находятся очень широкие ярко-оранжевые подушечки. Спина тёмно-коричневая, с тёмными пятнами по бокам. Низ тела тёмно-серый, с белым мраморным рисунком

## Распространение
Вид известен из южного Таиланда, Малайского полуострова, Сингапура, а также на островах Калимантан, Суматра и Сиберут.

## Образ жизни
Обитает в низинных дождевых лесах на высоте до 800 м над уровнем моря. Крайне скрытен и осторожен. Активен только по ночам. Обитает в заполненных водой дуплах деревьев, часто в глухих затенённых участках леса. На стенках дупел на высоте 5—10 см от поверхности воды самка откладывает яйца порциями по 2—11 (максимально 21) и диаметром 2,5 мм. Через 10—12 дней из яиц выходят головастики, которые не питаются первые 2—3 дня своей жизни. Как и взрослые веслоноги, личинки очень скрытны и питаются только ночью. Развитие до метаморфоза протекает в течение 90 дней. Метаморф достигает длины 1,5 см и уже через полгода вырастают до взрослых размеров.

## Природоохранный статус
Международный союз охраны природы присвоил виду статус «вызывающего наименьшие опасения» в связи с широким распространением и предположительно высокой численности. Вместе с тем, в Сингапуре вид находится под угрозой полного исчезновения в связи с разрушением местообитаний.